# Мішу Попп
Мішу Попп (рум. Mișu Popp, 19 березня 1827, Брашов, південно-східна Трансильванія, Австрійська імперія — 6 березня 1892, Брашов) — румунський художник-портретист і монументаліст.

## Біографія
Народився в багатодітній сім'ї. Його батько був живописцем і скульптором, розписував церкви.
В 1848 році закінчив Академію образотворчих мистецтв у Відні.
Продовжив справу свого батька, займався розписом церковних споруд в Бухаресті, Брашові (Церква Святого Миколая) Ришнові, Сатулунге, Тиргу-Жіу, Кимпулунг-Мусчел, Урлаце та інших.
В 1847–1853 роках прикрашав церкви в Бухаресті.
Автор цілої низки портретів відомих історичних особистостей і сучасників, в тому числі господаря Волощини Міхая Хороброго, Йона Еліаде-Редулеску, Андрея Мурешану, Васіле Александрі.
Картини художника можна побачити в Бухарестському Літературному музеї Румунії, Національному художньому музеї Румунії, а також в музеях Арад, Брашова, Плоєшті і Сібіу.
Помер 6 березня 1892 року в Брашові.

## Галерея

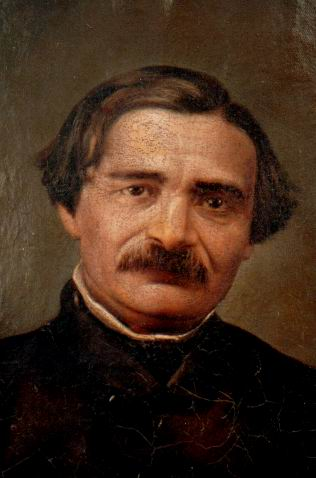
Портрет Йона Еліаде-Редулеску
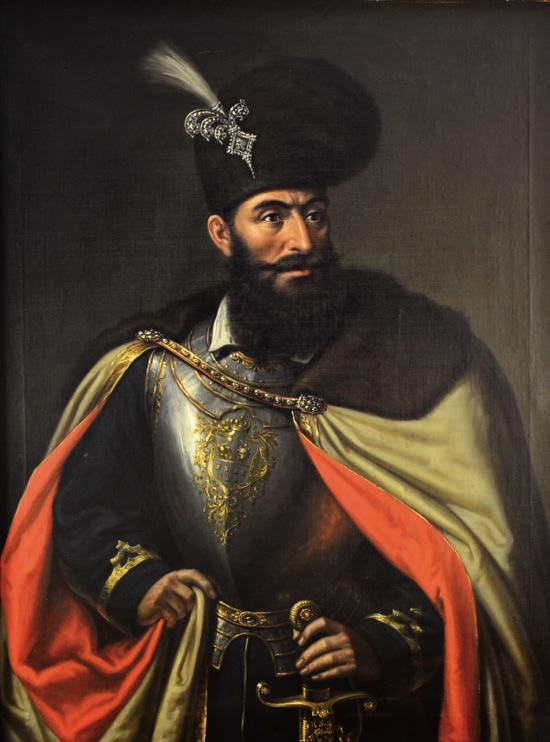
Портрет господаря Волощини Міхая Хороброго
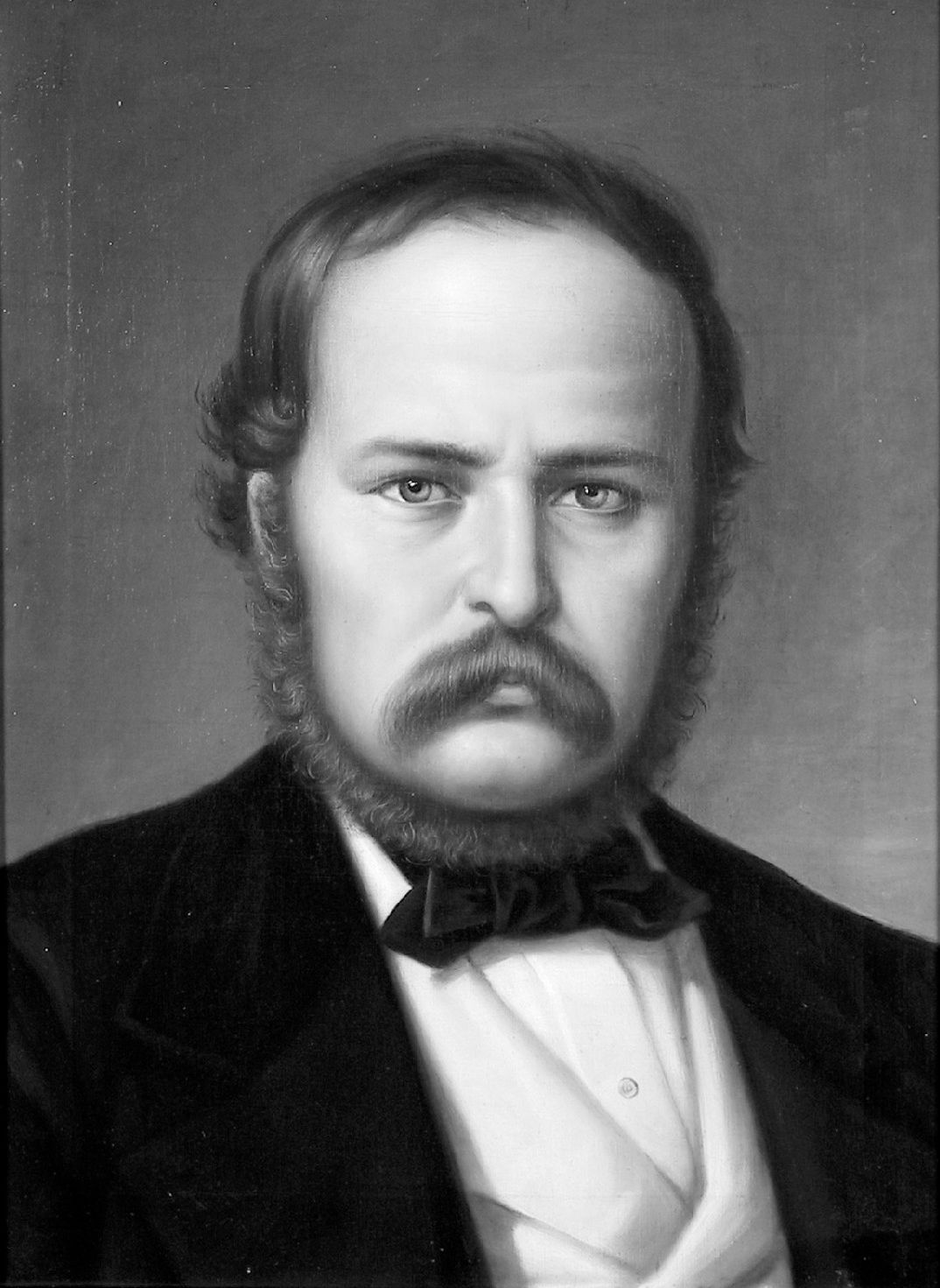
Портрет Андрея Мурешану
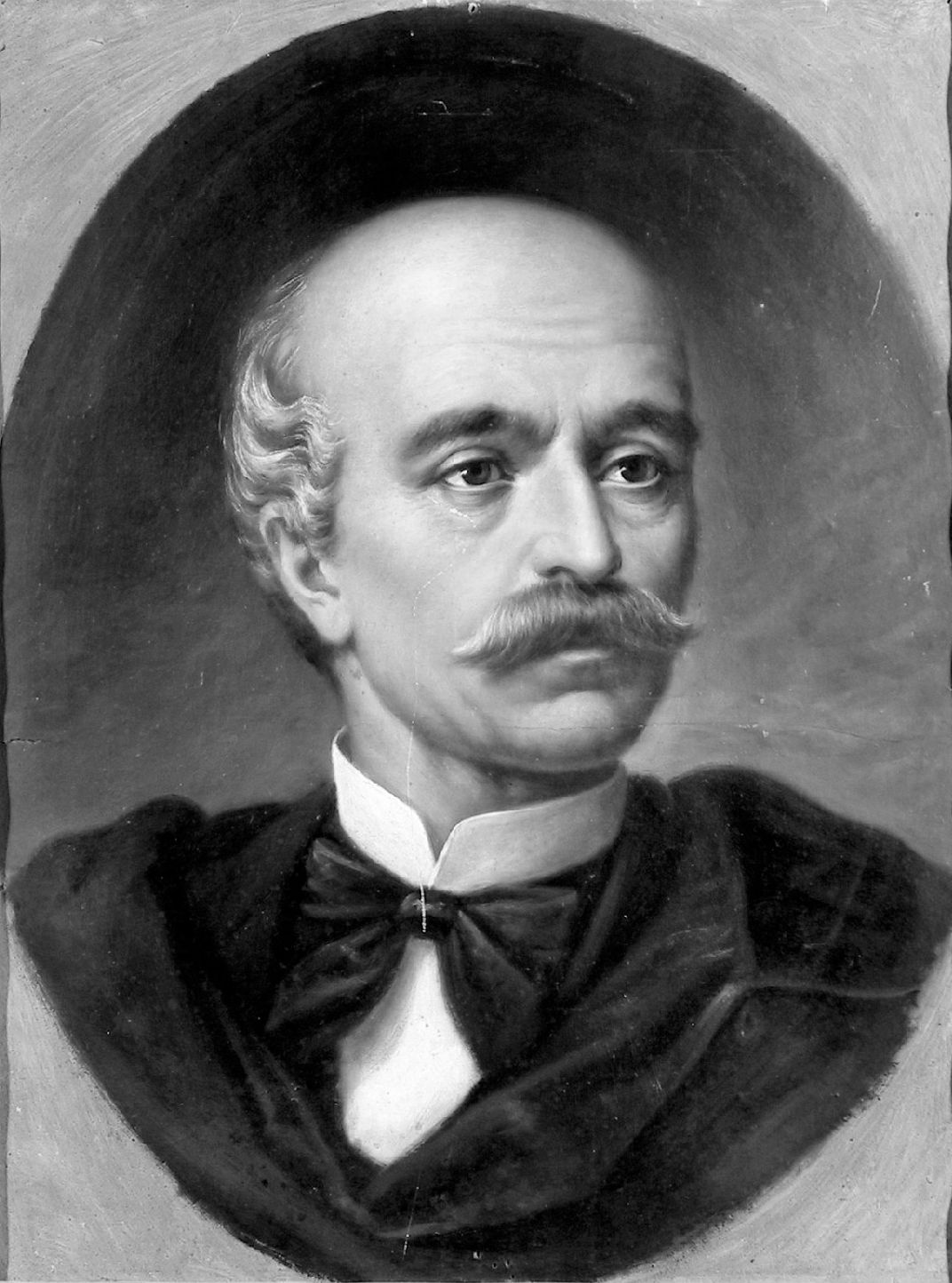
Портрет Васіле Александрі
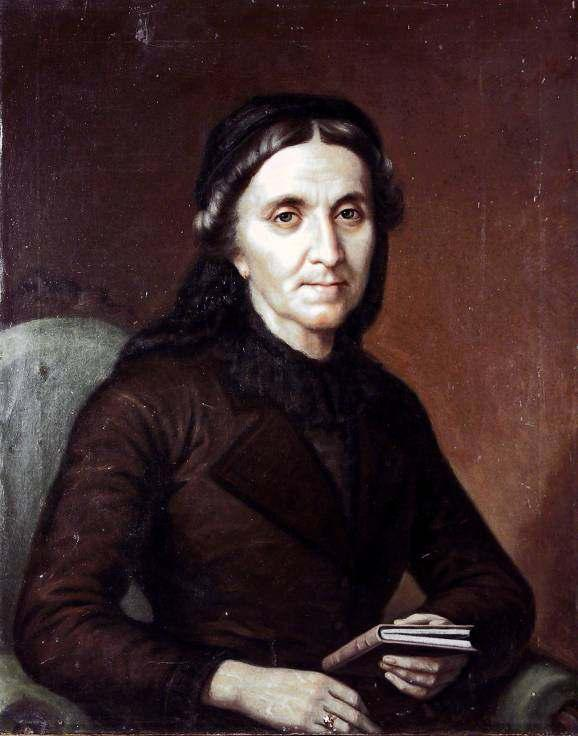
Жіночий портрет
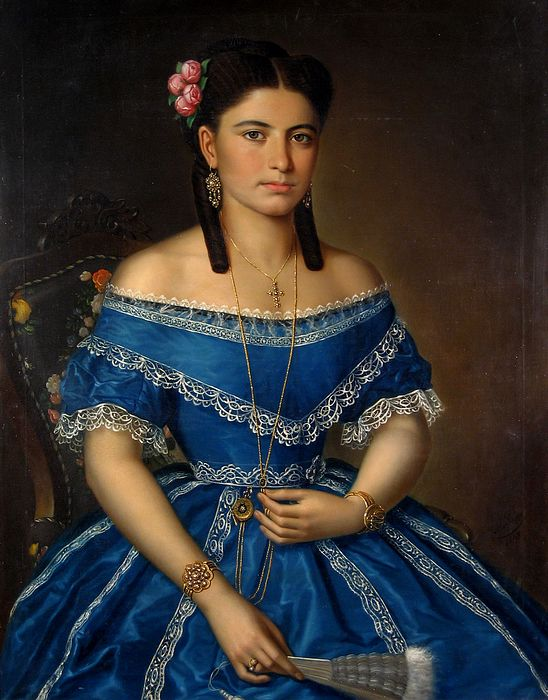
Дама в блакитному
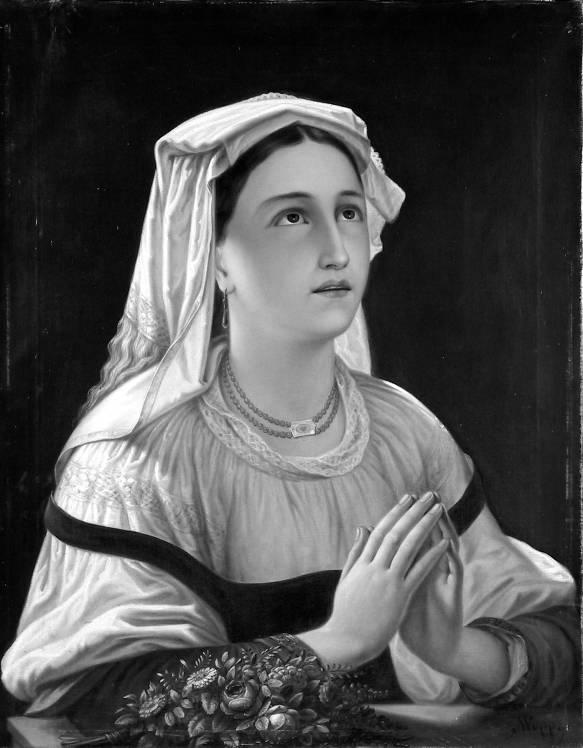
Портрет італійки, що молиться
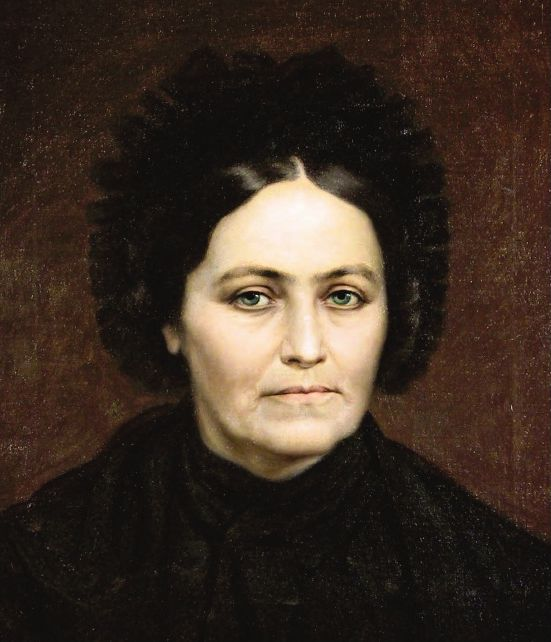
Портрет матері художника